# Nguyễn Đình Việt
Nguyễn Đình Việt (sinh ngày 9 tháng 7 năm 1977) là chính trị gia nước Cộng hòa xã hội chủ nghĩa Việt Nam. Ông hiện là Phó Bí thư Tỉnh ủy Sơn La, nhiệm kỳ 2020 – 2025, Chủ tịch Ủy ban nhân dân tỉnh Sơn La nhiệm kì 2021-2026, Đại biểu Quốc hội khóa XV từ Cao Bằng. Ông từng là Phó Chủ nhiệm Ủy ban Kinh tế của Quốc hội, Ủy viên Ban Chấp hành Đảng bộ cơ quan Văn phòng Quốc hội, Vụ trưởng Vụ Kinh tế, Văn phòng Quốc hội.
Nguyễn Đình Việt là đảng viên Đảng Cộng sản Việt Nam, học vị Cử nhân Kinh tế, Thạc sĩ Thương mại, Thạc sĩ Quản trị kinh doanh, Cao cấp lý luận chính trị. Ông có sự nghiệp tập trung hoạt động trong các cơ quan của Quốc hội, từng hoạt động tư nhân trước khi bước vào chính trường.

## Xuất thân và giáo dục
Nguyễn Đình Việt sinh ngày 9 tháng 7 năm 1977 tại xã Yên Mỹ, huyện Yên Mỹ, tỉnh Hải Hưng, nay là thị trấn huyện lỵ huyện Yên Mỹ, tỉnh Hưng Yên. Ông lớn lên và tốt nghiệp phổ thông ở Yên Mỹ, theo học đại học ở Hà Nội và tốt nghiệp Cử nhân Kinh tế. Tháng 11 năm 2000, ông sang Úc để học cao học, tốt nghiệp vào tháng 11 năm 2004 và nhận hai bằng thạc sĩ gồm Thạc sĩ Thương mại tài chính, và Thạc sĩ Quản trị kinh doanh. Ông được kết nạp Đảng Cộng sản Việt Nam vào ngày 19 tháng 5 năm 2007, trở thành đảng viên chính thức sau đó 1 năm, từng theo học các khóa chính trị ở Học viện Chính trị Quốc gia Hồ Chí Minh và tốt nghiệp Cao cấp lý luận chính trị.

## Sự nghiệp
Tháng 9 năm 1999, sau khi tốt nghiệp đại học ở Hà Nội, ông về Hưng Yên, được tuyển vào làm nhân viên của Công ty Thương mại và sản xuất vật tư thiết bị giao thông vận tải, một doanh nghiệp nhà nước thuộc Tổng Công ty Cơ khí của Bộ Giao thông Vận tải. Làm việc ở đây được 1 năm, ông đi du học 4 năm cho đến cuối năm 2004 thì trở về nước, làm Quản trị tài chính của Công ty cổ phần Đầu tư, Xây dựng và Thương mại An Phát, một hãng tư nhân ở Hưng Yên. Sau đó 3 năm, vào tháng 7 năm 2007, ông được tuyển dụng vào Ban Quản lý các Khu công nghiệp tỉnh Hưng Yên, đồng thời kết nạp Đảng Cộng sản, tham gia hệ thống nhà nước. Tháng 8 năm 2009, ông được điều lên Văn phòng Quốc hội, bổ nhiệm làm Chuyên viên Vụ Kinh tế của Văn phòng Quốc hội. Giai đoạn này, ông được bổ nhiệm hàm Trưởng phòng, là Thư ký Ủy viên Trung ương Đảng, Chủ nhiệm Ủy ban Kinh tế Hà Văn Hiền. Vào tháng 7 năm 2011, ông được thăng chức làm Phó Vụ trưởng Vụ Kinh tế, rồi Phó Vụ trưởng phụ trách Vụ Kinh tế từ tháng 7 năm 2016.
Tháng 5 năm 2017, Nguyễn Đình Việt được bổ nhiệm làm Vụ trưởng Vụ Kinh tế, Văn phòng Quốc hội, đến tháng 9 cùng năm thì kiêm nhiệm Ủy viên Ban Thư ký Quốc hội, Bí thư Chi bộ Vụ. Ông cũng được bầu làm Ủy viên Ban Chấp hành Đảng bộ cơ quan Văn phòng Quốc hội tại Đại hội Đảng bộ lần thứ XIV, nhiệm kỳ 2020–2025. Năm 2021, ông ứng cử đại biểu quốc hội từ Cao Bằng, tại đơn vị bầu cử số 2 gồm huyện Quảng Hòa, Trùng Khánh, Hạ Lang, Thạch An và thành phố Cao Bằng, rồi trúng cử Đại biểu Quốc hội khóa XV với tỷ lệ 65,57%. Ngày 23 tháng 7 năm 2021, ông được phê chuẩn giữ chức Phó Chủ nhiệm Ủy ban Kinh tế của Quốc hội.
Ngày 05 tháng 11 năm 2024, Tỉnh ủy Sơn La tổ chức hội nghị công bố quyết định của Ban Bí thư Trung ương Đảng về công tác cán bộ.
Tại hội nghị, đại diện Ban Tổ chức Trung ương công bố quyết định của Ban Bí thư về việc điều động, chỉ định ông Nguyễn Đình Việt, Phó Chủ nhiệm Ủy ban Kinh tế của Quốc hội khóa 15, tham gia Ban Chấp hành, Ban Thường vụ, giữ chức Phó Bí thư Tỉnh ủy Sơn La, nhiệm kỳ 2020 – 2025.
Ngày 7/11/2024, HĐND tỉnh Sơn La khóa XV, nhiệm kỳ 2021-2026, đã tổ chức Kỳ họp chuyên đề thứ 25 để kiện toàn nhân sự Chủ tịch UBND tỉnh.
Tại kỳ họp đã miễn nhiệm chức danh Chủ tịch UBND tỉnh khóa XV, nhiệm kỳ 2021-2026 đối với đồng chí Hoàng Quốc Khánh do được cấp có thẩm quyền phân công công tác khác; bỏ phiếu bầu đồng chí Nguyễn Đình Việt, Phó Bí thư Tỉnh ủy giữ chức Chủ tịch UBND tỉnh khóa XV.